# Davidsonia jerseyana
Davidsonia jerseyana là một loài thực vật có hoa trong họ Cunoniaceae. Loài này được (F.M.Bailey) G.J.Harden & J.B.Williams mô tả khoa học đầu tiên năm 2000.